# Jisra’el Tal
Jisra’el Tal, pseud. Talik (hebr. ישראל „טליק” טל; ur. 13 września 1924 w Machanajim, zm. 8 września 2010 w Rechowot) – izraelski wojskowy, generał dywizji (alluf), żołnierz Brygady Żydowskiej, bojownik Hagany. Jako żołnierz brał udział w wojnie o niepodległość Izraela (1948–1949), a następnie jako dowódca w kryzysie sueskim (1956), wojnie sześciodniowej (1967) i wojnie Jom Kipur (1973). Dowódca Korpusu Pancernego (1964–1969), zastępca Szefa Sztabu Generalnego Sił Obronnych Izraela (1972–1973), szef Dowództwa Południowego (1973–1974). Odpowiedzialny za reformę izraelskich wojsk pancernych i programy modyfikacji izraelskich czołgów. Uważany za „ojca” czołgu Merkawa .
Dwukrotny laureat Nagrody Bezpieczeństwa Izraela (1961, 1973) oraz Nagrody Izraela (1997). W 1996 roku został wyróżniony w General George Patton Museum w Fort Knox jako jeden z czołowych dowódców pancernych w historii. W Izraelu znany również jako Mar Szirjon (hebr. מר שריון, dosł. Pan Pancerz) lub pod angielskim odpowiednikiem Mr. Armor.

## Życiorys

### Młodość
Urodził się 13 września 1924 roku w kibucu Machanajim w Mandacie Palestyny . Jego ojciec urodził się w Białymstoku i w wieku 17 lat wyjechał do Palestyny, gdzie był jednym z założycieli kibucu, który z czasem opuścił wraz z rodziną ze względu na niedobór wody, przeprowadzając się do Safedu. Ojciec pracował w elektrowni wodnej Rutenberga w Naharajim. W 1929 roku podczas pogromu w Safedzie dom Talów został zaatakowany przez Arabów, którzy uwięzili młodego Jisra'ela wraz z jego matką. Z niewoli uwolniła go grupka Żydów, którzy przybyli zaatakowanym z pomocą. Po zamieszkach wraz z ojcem i matką wyjechał do Kefar Jechezkel, a w 1930 roku do moszawu Be’er Towijja.
Kiedy wybuchła druga wojna światowa, Tal postanowił wstąpić w szeregi British Army, ale ponieważ był niepełnoletni, potrzebował zgody ojca, który początkowo nie chciał pozwolić na zaciąg syna. Ostatecznie Jisra’el otrzymał pisemną zgodę, po czym został skoszarowany w bazie wojskowej w Crifin, a następnie wcielony w szeregi 3 Pułku Piechoty „The Buffs”. Wraz z jednostką oddelegowano go do pilnowania jeńców w obozie w Latrun. Tam też pomagał przekazywać brytyjską broń Haganie. Skierowany następnie do Bengazi, celem przeniesienia do Brygady Żydowskiej, z którą skierowany został na front włoski, na którym służył w stopniu kaprala. Po zakończeniu wojny pomagał wraz z kolegami ocalałym z Holokaustu Żydom w nabywaniu nielegalnych dokumentów.
Po powrocie do Palestyny w 1946 roku wstąpił do Hagany, w której brał udział w szkoleniach i kursach dla dowódców .

### Wojna o niepodległość Izraela
W trakcie wojny o niepodległość Izraela walczył w składzie Brygady Giwati, między innymi w operacji „Nachszon”, której celem było przełamanie sił arabskich otaczających Jerozolimę. Został wysłannikiem Hagany do Czechosłowacji, aby nadzorować dostawy broni z tego kraju. Po powrocie, w szeregach 7 Brygady Pancernej brał udział w dziesięciodniowej bitwie z siłami arabskimi w Galilei i zdobywaniu Nazaretu. Następnie pełnił funkcję oficera łącznikowego pomiędzy Sztabem Generalnym a 8 Brygadą Jicchaka Sade, między innymi podczas operacji „Horew” i „Uwda”. Walczył w szeregach Brygady Oded, a także na froncie południowym przeciwko armii egipskiej. Pomagał w obsłudze funkcjonowania lotniska Awraham (hebr. שדה אברהם) na pustyni Negew.
Po wojnie prowadził kurs dla dowódców batalionów. W jego trakcie został mianowany dowódcą 54 Batalionu Brygady Giwati. W 1951 roku został komendantem Szkoły Wojsk Lądowych. Rok później odpowiadał za szkolenia i kursy w Departamencie Szkolenia Sztabu Generalnego. W 1955 roku wyjechał do Wielkiej Brytanii, żeby wziąć udział w kursie dla starszych oficerów. Po powrocie, w latach 1955–1956, został mianowany komendantem Szkoły Oficerskiej oraz powierzono mu dowództwo 6 Rezerwowej Brygady Piechoty Zmechanizowanej.

### Kryzys sueski i rozwój sił pancernych
Po wybuchu kryzysu sueskiego (1956) powierzono mu dowództwo nad 10 Rezerwową Brygadą Piechoty Zmechanizowanej, która operowała w rejonie Abu Udżajli.
Po wojnie szef Sztabu Generalnego, Mosze Dajan, mianował go zastępcą dowódcy Korpusu Pancernego. Funkcję tę sprawował w latach 1956–1959 . W latach 1959–1960 był dowódcą 7 Brygady Pancernej.
W 1961 roku otrzymał Nagrodę Bezpieczeństwa Izraela za wkład w rozwój bezpieczeństwa państwa . Podstawą otrzymania tej nagrody było zaprojektowanie przez Tala pocisku rakietowego przebijającego druciane płoty i płoty z drutu kolczastego.
W latach 1964–1969 w randze generała był dowódcą Korpusu Pancernego. W trakcie swojej kadencji podjął się zadania reformy wojsk pancernych Izraela. Wdrożył programy kładące nacisk na zgranie załogi czołgu, zwiększenie siły ognia izraelskich czołgów, poprawę opancerzenia. Rozwinął także doktrynę użycia sił pancernych (które dotychczas stanowiły wsparcie dla piechoty) tak, aby mogły służyć jako samodzielny i główny komponent izraelskiej armii . Jego doktryna zakładała szybkie i precyzyjne uderzenia na siły przeciwnika. Program szkolenia załóg oparł na specjalizacji odnoszącej się do przypisanego do załogi czołgu, aby żołnierze nie szkolili się na wszystkich dostępnych w armii czołgach. Dodatkowo każdy członek załogi szkolił się i rozwijał swoje umiejętności w ramach sprawowanej przez siebie funkcji w czołgu. Wprowadził również do izraelskich czołgów nowy system stabilizacji działa, który pozwolił zwiększyć zasięg ostrzału do 8 km. Dzięki temu armia izraelska mogła ostrzeliwać syryjskie spychacze i ciężarówki przy pracach nad dwoma zaporami wodnymi na Jordanie (tzw. bitwa o wodę).

### Wojna sześciodniowa i okres po wojnie

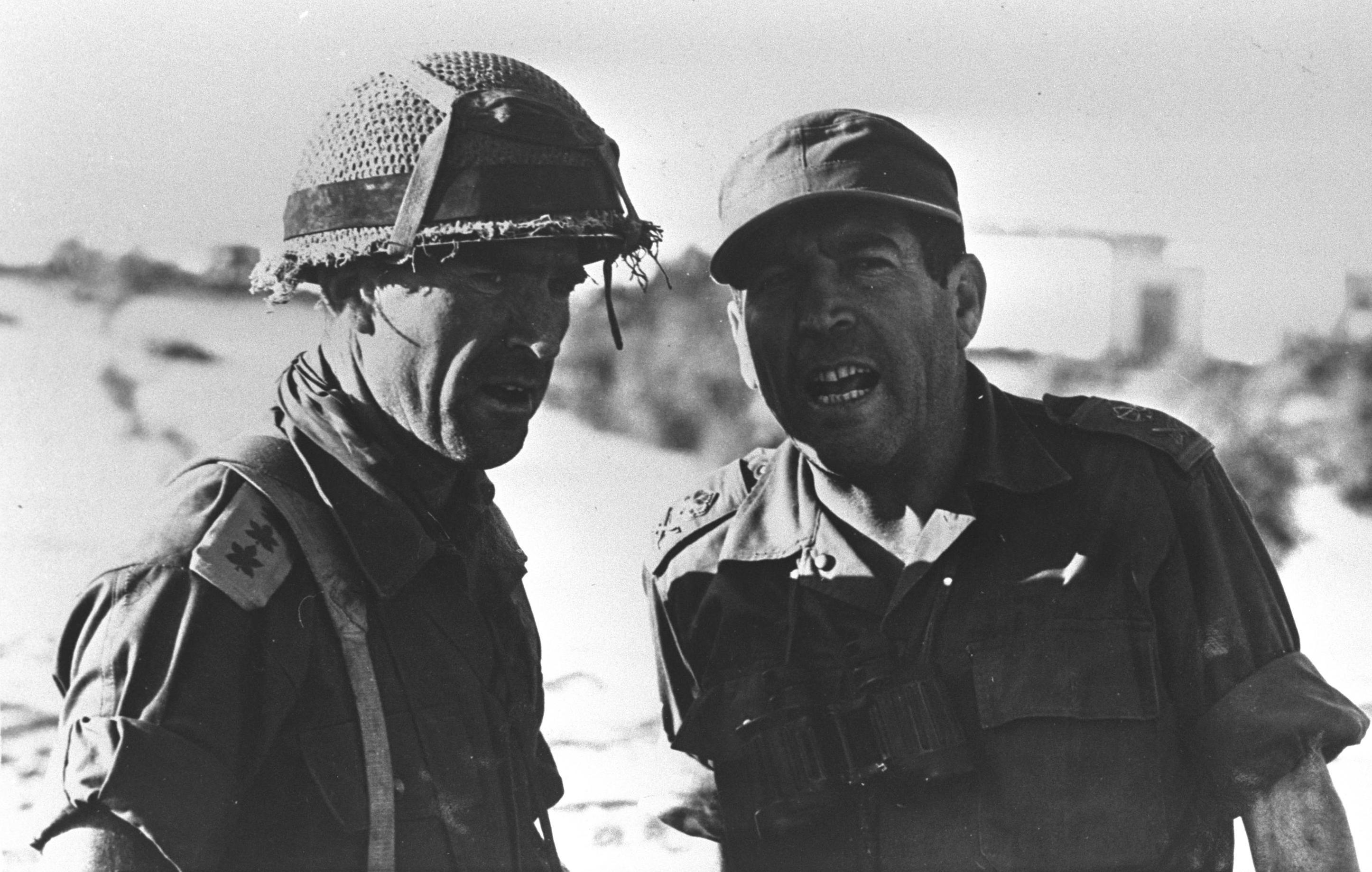
Płk Rafa’el Ejtan (po lewej) z gen. Jisra’elem Talem w trakcie wojny sześciodniowej (1967).

W trakcie wojny sześciodniowej (1967) Tal dowodził 84 Dywizją Pancerną – tzw. Dywizją Tala (hebr. אוגדת טל, Ugdat Tal). Dywizja dotarła do Kanału Sueskiego, nacierając drogą wzdłuż północnego wybrzeża Synaju, biorąc udział między innymi w bitwie o węzeł Rafah, bitwie o wąwóz Al-Dżaradi czy bitwie pod Bir al-Dżifdżafa. Po wojnie popierał pomysł przyjęcia na stan izraelskiej armii zdobytego na Egipcie i Syrii sprzętu produkcji radzieckiej (np. czołgów T-54, T-55, znanych później w Izraelu jako Tirany; czołgów pływających PT-76 i transporterów BTR-50) .
W 1969 roku szef Sztabu Generalnego Chajjim Bar-Lew powierzył Talowi program rozwoju wozów opancerzonych w Ministerstwie Obrony. W 1970 roku utworzył w ministerstwie strukturę odpowiedzialną za rozwój programów pojazdów pancernych Mantak (hebr. מנת"ק). W jego ramach zainicjował i koordynował prace nad stworzeniem przez Izrael własnego czołgu, przy udziale wyłącznie krajowego przemysłu zbrojeniowego. Stał na czele zespołu, który rozwijał projekt mostu kołowego, który wykorzystano podczas przeprawy przez Kanał Sueski w trakcie wojny Jom Kipur . W 1973 roku otrzymał za to drugi raz Nagrodę Bezpieczeństwa Izraela .

### Wojna Jom Kipur i odejście do Ministerstwa Obrony
W roku 1972 na prośbę gen. Dawida Elazara powrócił do czynnej służby na stanowisko zastępcy Szefa Sztabu Generalnego .
Wraz z Arielem Szaronem i Mosze Dajanem popierał pomysł egipskiego prezydenta Anwara Sadata, aby oba państwa wycofały swoje wojska na odległość 40 km od Kanału Sueskiego. Według Tala ruch ten umożliwiłby ewentualną mobilizację sił w wypadku ataku Egiptu na Izrael . Pod koniec wojny został mianowany szefem Dowództwa Południowego. Na tym stanowisku brał udział w rozmowach rządu na temat sytuacji na froncie i tego, jakie kroki powinien podjąć Izrael podczas tzw. negocjacji na 101 kilometrze trasy Kair-Suez. Sprzeciwił się wówczas decyzji Dajana, aby w razie jakichkolwiek prowokacji rozpocząć działania wojenne.

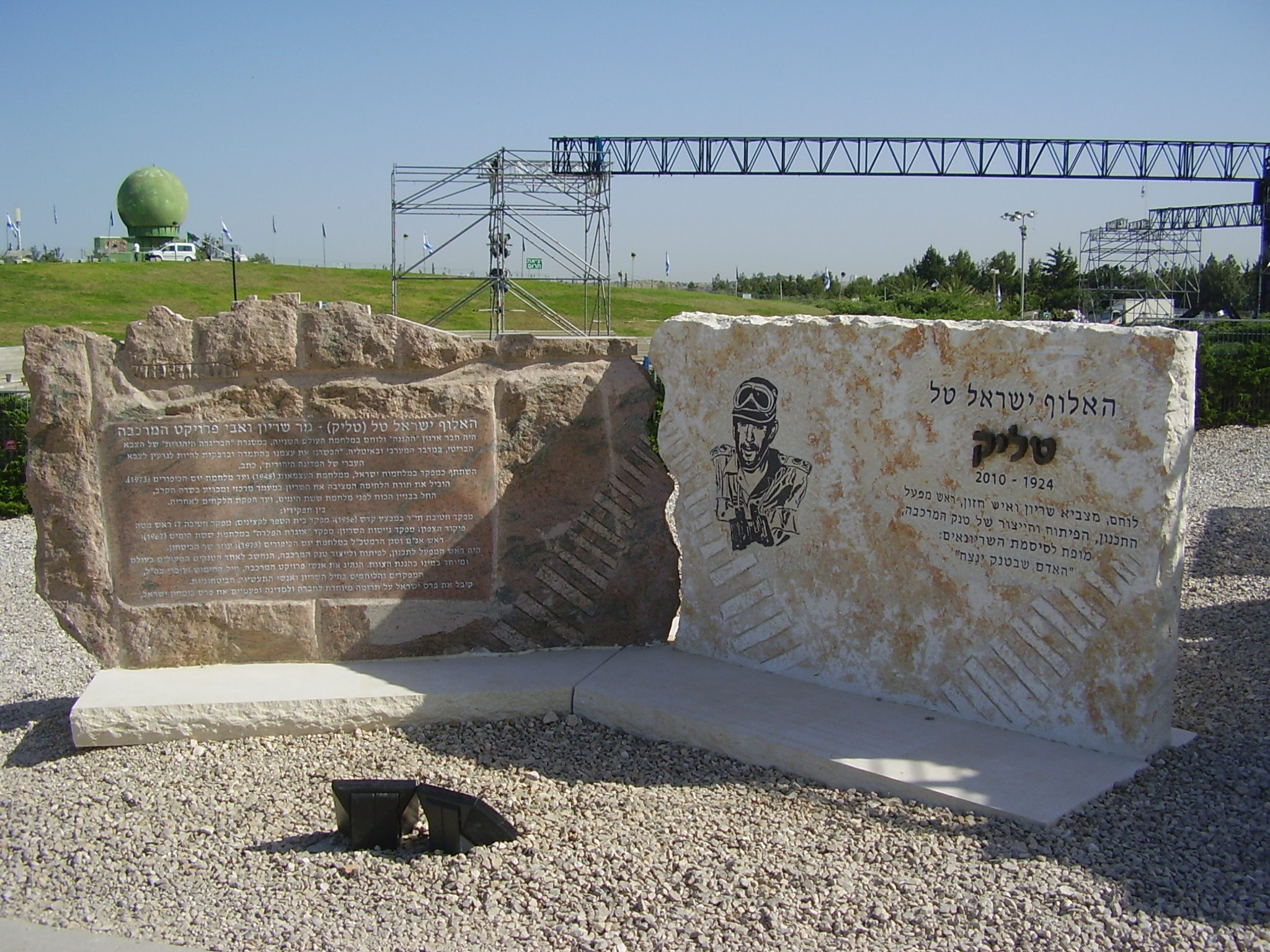
Pomnik upamiętniający gen Jisra’ela Tala w Muzeum Jad la-Szirjon w Latrun.

W 1974 roku zakończył służbę w armii i został doradcą ministra obrony Szimona Peresa. Kontynuował także prace nad rozwojem izraelskiej broni pancernej, a w szczególności nad powierzonym mu programem izraelskiego czołgu o nazwie Merkawa . W tym samym roku na Uniwersytecie Telawiwskim założył Institute for National Security Studies .
W 1977 roku został poproszony przez ministra obrony o przygotowanie planu reformy sił lądowych. Uważał, że Izrael powinien oprzeć swoje strategie wojskowe o koncepcję wojny uprzedzającej. Właściwą formą prowadzenia bitew był według niego atak. Ponadto optował za tym, aby zawsze na poziomie strategicznym Izrael, jako strona atakująca, posiadał przewagę liczebną, ponieważ uniemożliwia ona przeciwnikowi odpowiednie przygotowanie sił i organizację obrony na froncie.
W latach 1979–1989 powrócił do służby wojskowej w celu wdrożenia w życie nowego planu organizacji dowództwa polowego sił zbrojnych .
W 1996 roku został wyróżniony przez General George Patton Museum w Fort Knox, gdzie włączono go w poczet czołowych dowódców wojsk pancernych w historii. Rok później otrzymał Nagrodę Izraela w uznaniu specjalnych zasług w rozwój państwa i społeczeństwa .
W 1999 roku doznał zawału serca . Zmarł 8 września 2010 roku w Rechowot .

## Rozwój czołgu Merkawa

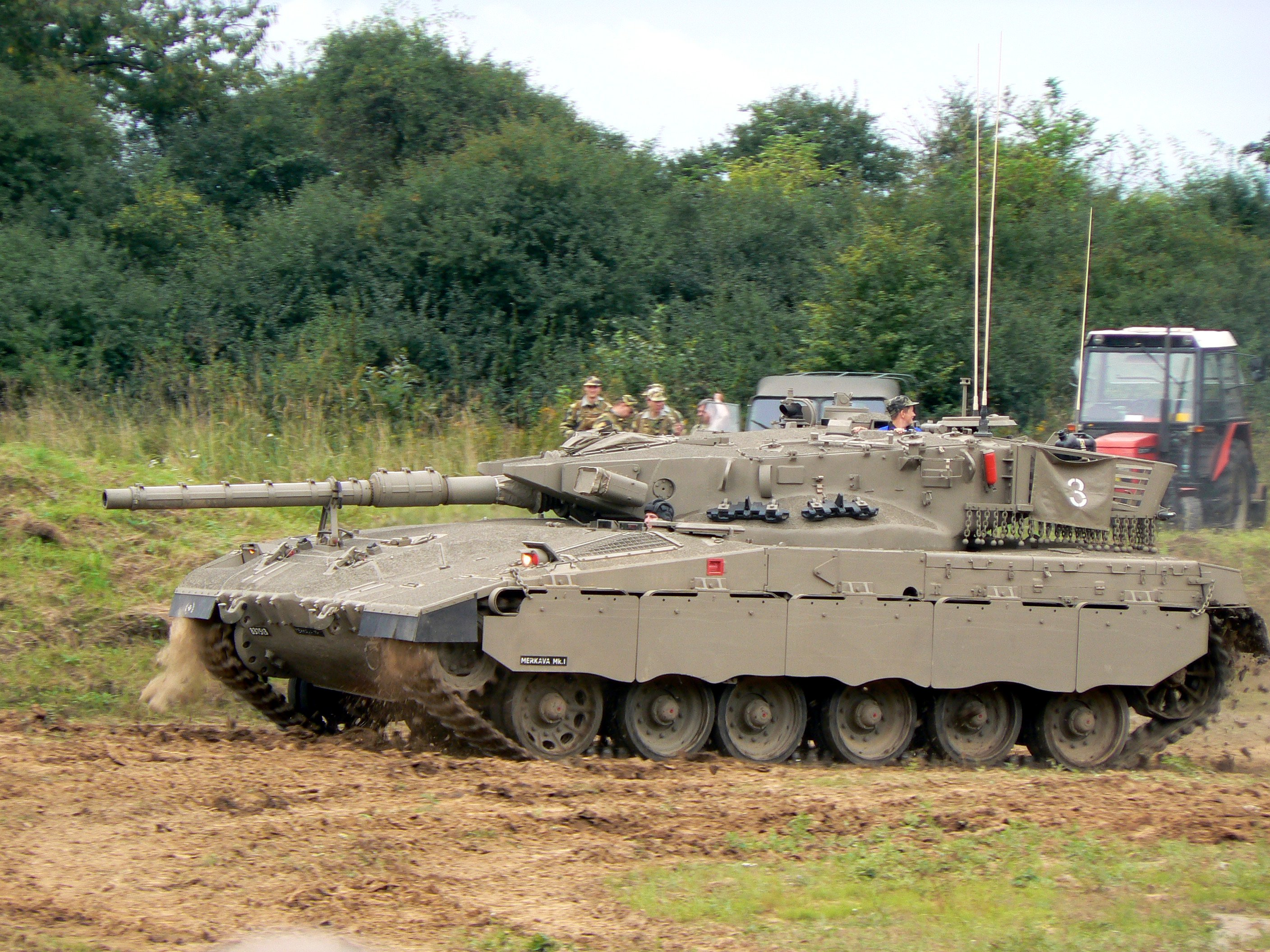
Czołg Merkawa Mk 1.

W 1971 roku zainicjował i koordynował prace nad projektem prototypu pierwszego izraelskiego czołgu w ramach stworzonej przez siebie rok wcześniej struktury (Mantak), która odpowiedzialna była za programy rozwoju broni pancernej w Izraelu. Nazwa czołgu – Merkawa – miała odwoływać się do starożytnych rydwanów . Prace zostały dofinansowane przez Stany Zjednoczone. Budżet wyniósł 100 mln dolarów amerykańskich. Projekt związany z konstrukcją pojazdu i jego produkcją zakładał, że armia miała otrzymać czołg krajowej produkcji, żadne embargo na Izrael nie mogło zakłócić produkcji czołgu, a konstrukcja powinna odpowiadać wymaganiom izraelskiej armii oraz warunkom terenowym. Zaproponowany początkowo projekt okazał się zbyt drogi jak na ówczesne czasy. Dowództwo podjęło decyzję o modernizacji będących w służbie pojazdów amerykańskich i brytyjskich. Wojna Jom Kipur pokazała, że Szoty i Magachy są w stanie skutecznie stawić czoła konstrukcjom radzieckim będącym na wyposażeniu sił zbrojnych państw arabskich. Jednak większość z 2500 zabitych Izraelczyków była czołgistami (ok. 1500 osób). Armia uznała, że państwa nie stać na tak znaczne straty ludzkie. W 1974 roku dowódcą Korpusu Pancernego został gen. mjr Mosze Peled, który zdecydował, że armia potrzebuje pojazdów zdolnych wytrzymać ostrzał nowoczesnej amunicji przeciwpancernej. Używany dotychczas na Szotach i Magachach pancerz reaktywny Blazer był już przestarzały. Uznano zatem, że projekt Merkawy ma stać się priorytetem, a sam Tal koordynował dalsze prace nad projektem.
Tal analizował konstrukcje czołgów używanych w NATO oraz w Układzie Warszawskim. Wszystkie spełniały wymagania europejskiego teatru działań wojennych. Izraelczycy potrzebowali jednak stabilnej konstrukcji, zapewniającej maksymalną ochronę załodze, tak samo w terenie górskim, jak i na obszarze pustynnym. W ten sposób zaprojektowano czołg o unikalnych rozwiązaniach. Wieża oraz przedział bojowy usytuowane zostały z tyłu pojazdu. Z przodu konstrukcji znalazł się silnik, co miało chronić załogę przed frontalnym ostrzałem. Umożliwiało to jednocześnie łatwy dostęp do silnika i pozwalało na jego szybką wymianę. W Merkawie zastosowano wieżę w kształcie klina oraz kadłub o niskim profilu, aby ułatwić rykoszetowanie pocisków. Siłę ognia miała zapewnić zmodyfikowana armata czołgowa M68 o kalibrze 105 mm. Czołg przy odpowiednio opróżnionym przedziale amunicyjnym pozwalał również na transport drużyny desantu. Tylny właz miał służyć również jako bezpieczne miejsce ewakuacji rannych ze środka pojazdu.
W 1979 roku do służby w izraelskiej armii weszły pierwsze egzemplarze czołgu Merkawa Mk 1. Jako pierwsza otrzymała je 7 Brygada Pancerna.
Zaangażowanie w rozwój sił pancernych Izraela, przedefiniowanie roli sił pancernych na polu walki, zainicjowanie i koordynowanie prac nad Merkawą sprawiły, że Tal zyskał hebrajski przydomek Mar Szirjon (hebr. מר שריון, dosł. Pan Pancerz, ang. Mr. Armor) .

## Życie prywatne
Żonaty z Hagit. Mieli dwójkę dzieci, syna i córkę . Swoją żonę poznał w wojsku, a po ślubie zamieszkali w Rechowot.

## Publikacje
- National Security: The Israeli Experience, Praeger Security International, Westport, CT, 2000, s. 249[25].